# Castillo de Lahneck

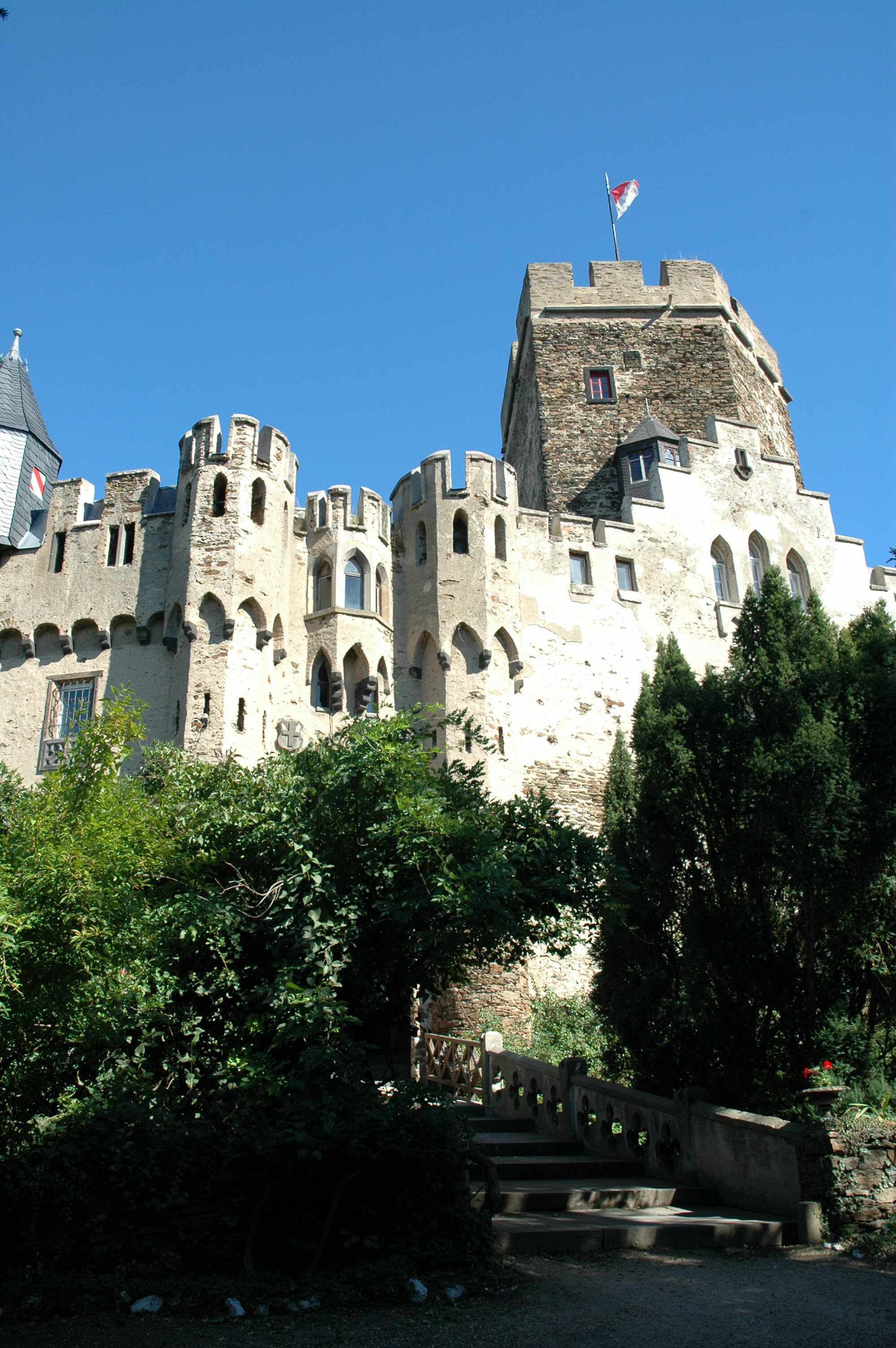
Castillo de Lahneck.

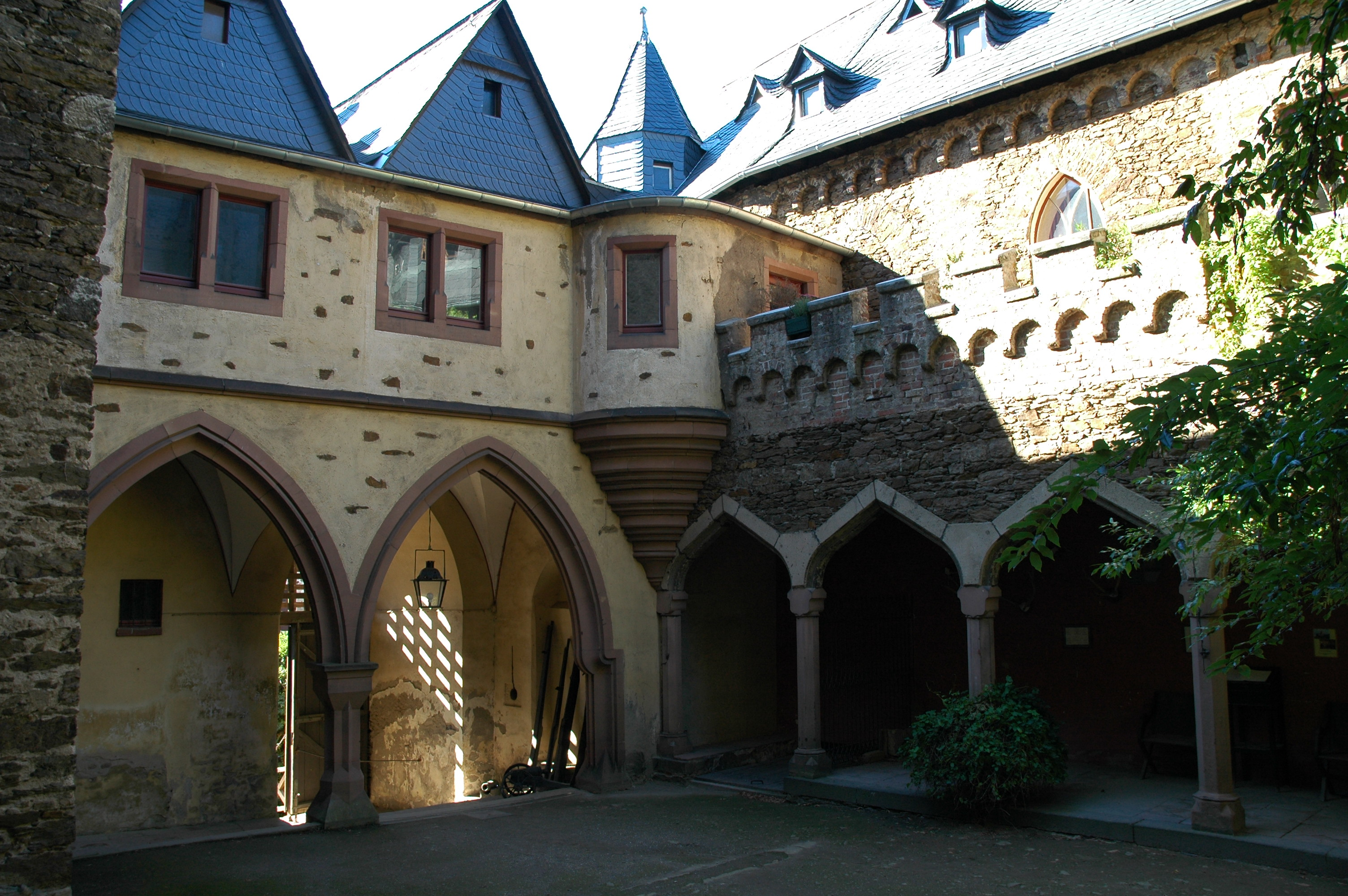
Patio del castillo.

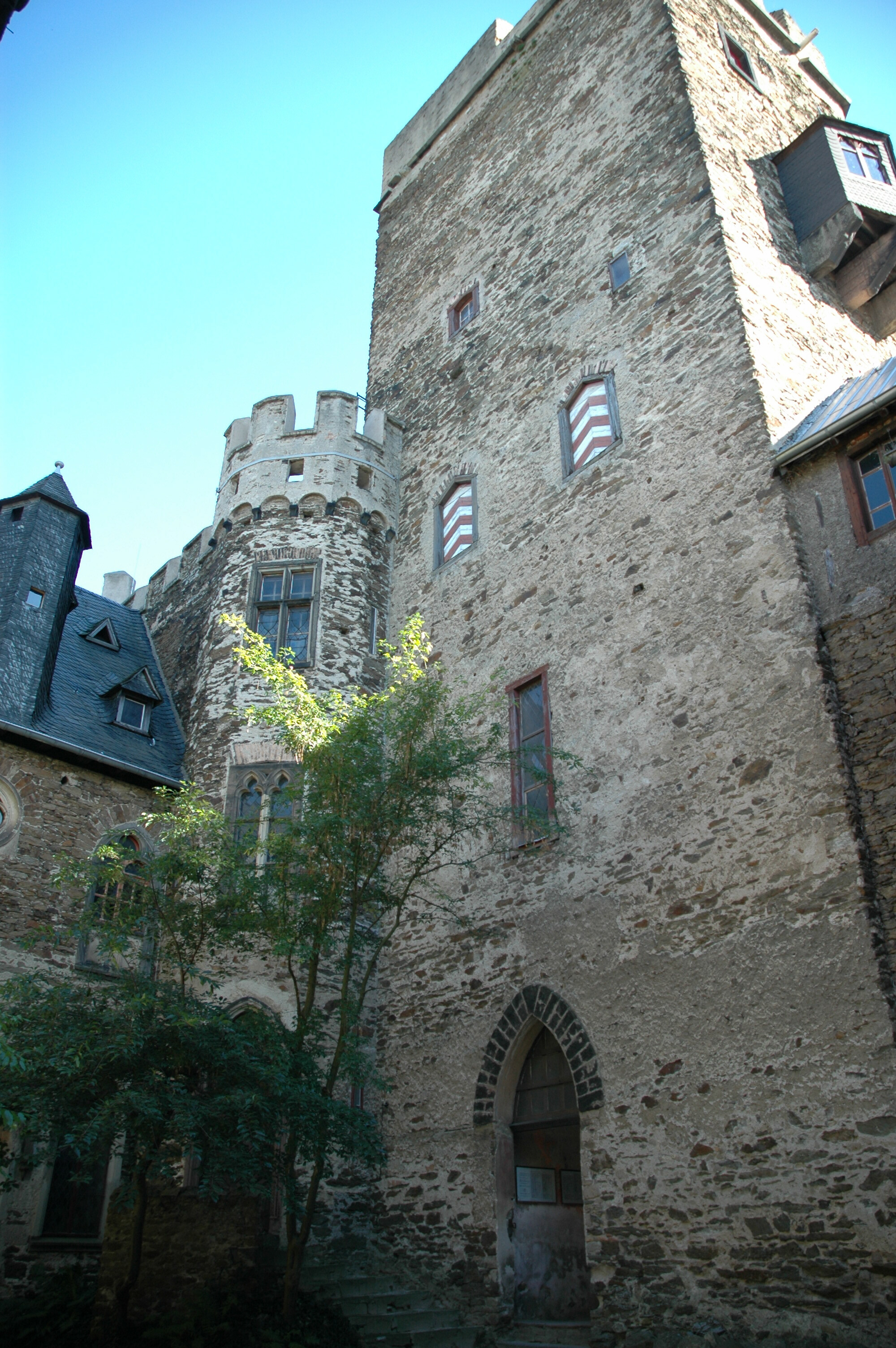
Jardín del torreón.

La Castillo de Lahneck es un castillo del siglo XIII en Lahnstein, Alemania, en los bancos del río Rin frente al castillo de Stolzenfels (cerca de la ciudad de Coblenza). Se levanta sobre una roca empinada que resalta hacia adelante en la desembocadura del río Lahn (tributario del Rin) y muestra en su plano una simetría (rectángulo longitudinal) que es típico de las fortalezas antiguas del tiempo de los Staufer. El plano pentagonal del torreón es raro en la construcción de fortalezas.
Lahneck es conocido por la muerte de Idilia Dubb de Edimburgo en junio de 1851. En sus vacaciones familiares acompañando a sus padres, hermano y hermana en un viaje por Alemania, la joven de 17 años de edad subió al torreón del castillo de Lahneck y de repente se derrumbó detrás de ella la escalera de madera podrida. Nadie escuchó sus gritos y llantos en lo alto de la torre, porque estaba rodeada por un muro infranqueable de 3 metros de altura. La última oración de su diario reza así: Todo lo que sé es que no hay esperanza para mí. Mi muerte es segura... Padre del cielo, ten piedad de mi alma (dibujada con dos corazones). Fue encontrada años después en 1860; su diario  se descubrió semanas después escondido en los muros del torreón.
El castillo es presentado en el relato de Gene Garrison sobre el cruce del Rin por la 3.ª División de Infantería americana en la mañana del 25 de marzo de 1945. La historia se encuentra en el capítulo 14 del libro Unless Victory Comes de Gene Garrison y Patrick Gilbert, publicado en 2004.